# 验电器

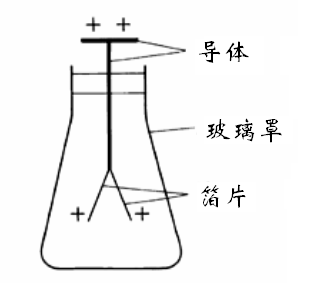
验电器的典型构造

验电器（electroscope）是一种检测物体是否带静电荷以及粗略估计带电量大小的仪器，这是物理学历史上的第一种电学测量仪器，今日通常用于物理教学。一般的验电器由顶部的金属球、金属杆和最低端的金属箔。其典型构造如右图所示。当被检验物体接触验电器顶端的导体时，自身所带的电荷会传到玻璃钟罩内的箔片上。由于同种电荷相互排斥，箔片将自动分开，张成一定角度。根据两箔片张成角度的大小可估计物体带电量的大小。其实这是箔片所受电场力包括箔片上同名的电荷的斥力和器皿内壁异名电荷的吸引力。如果将玻璃瓶改为使用金属盒以便屏蔽静电、金属棒和器皿引出导线以便测量两点间电势差、增加刻度以便将结果量化，那么验电器可以改造为更精确的静电计。